# Borussia Verein für Leibesübungen 1900 Mönchengladbach 1996-1997
Questa voce raccoglie le informazioni riguardanti il Borussia Verein für Leibesübungen 1900 Mönchengladbach nelle competizioni ufficiali della stagione 1996-1997.

## Stagione
Nella stagione 1996-1997 il Borussia Mönchengladbach, allenato da Bernd Krauss e Hans Bongartz, concluse il campionato di Bundesliga all'11º posto. In Coppa di Germania il Borussia Mönchengladbach fu eliminato al secondo turno dal Bayern Monaco. In Coppa UEFA il Borussia Mönchengladbach fu eliminato al secondo turno dal Monaco. Il capocannoniere della squadra fu Martin Dahlin con 10 gol.

## Rosa
| N. |                      | Ruolo | Calciatore            |
| -- | -------------------- | ----- | --------------------- |
| 1  | Germania (bandiera)  | P     | Uwe Kamps             |
| 2  | Germania (bandiera)  | D     | Thomas Kastenmaier    |
| 3  | Germania (bandiera)  | D     | Michael Klinkert      |
| 4  | Svezia (bandiera)    | D     | Patrik Andersson      |
| 5  | Germania (bandiera)  | C     | Christian Hochstätter |
| 6  | Germania (bandiera)  | D     | Jörg Neun             |
| 7  | Germania (bandiera)  | C     | Karlheinz Pflipsen    |
| 8  | Germania (bandiera)  | C     | Peter Wynhoff         |
| 9  | Polonia (bandiera)   | A     | Andrzej Juskowiak     |
| 10 | Germania (bandiera)  | C     | Stefan Effenberg      |
| 13 | Germania (bandiera)  | C     | Martin Schneider      |
| 14 | Danimarca (bandiera) | C     | Peter Nielsen         |
| 15 | Germania (bandiera)  | D     | Stephan Schulz-Winge  |
| 16 | Germania (bandiera)  | C     | Dirk Wolf             |

| N. |                      | Ruolo | Calciatore        |
| -- | -------------------- | ----- | ----------------- |
| 17 | Romania (bandiera)   | C     | Ioan Lupescu      |
| 18 | Australia (bandiera) | A     | Damian Mori       |
| 19 | Germania (bandiera)  | C     | Thomas Hoersen    |
| 20 | Germania (bandiera)  | P     | Robert Enke       |
| 21 | Francia (bandiera)   | D     | Hubert Fournier   |
| 22 | Germania (bandiera)  | P     | Jörg Kässmann     |
| 24 | Svezia (bandiera)    | A     | Jörgen Pettersson |
| 25 | Croazia (bandiera)   | C     | Davor Krznaric    |
| 26 | Germania (bandiera)  | D     | Joachim Stadler   |
| 27 | Germania (bandiera)  | D     | Stephan Paßlack   |
| 29 | Germania (bandiera)  | C     | Marcel Ketelaer   |
| 30 | Svezia (bandiera)    | A     | Martin Dahlin     |
| 32 | Germania (bandiera)  | A     | Marco Villa       |

## Organigramma societario
Area tecnica
- Allenatore: Hans Bongartz
- Allenatore in seconda:
- Preparatore dei portieri:
- Preparatori atletici:

## Calciomercato

### Sessione estiva
| Acquisti | Acquisti          | Acquisti         | Acquisti |
| R.       | Nome              | da               | Modalità |
| -------- | ----------------- | ---------------- | -------- |
| P        | Robert Enke       | Carl Zeiss Jena  |          |
| D        | Hubert Fournier   | Guingamp         |          |
| A        | Andrzej Juskowiak | Olympiacos       |          |
| C        | Ioan Lupescu      | Bayer Leverkusen |          |
| A        | Damian Mori       | Adelaide City    |          |
| D        | Stephan Paßlack   | Uerdingen 05     |          |

| Cessioni | Cessioni           | Cessioni               | Cessioni |
| R.       | Nome               | a                      | Modalità |
| -------- | ------------------ | ---------------------- | -------- |
| C        | Michael Sternkopf  | Friburgo               |          |
| A        | Martin Dahlin      | Roma                   |          |
| D        | Thomas Eichin      | Borussia M'gladbach II |          |
| C        | Markus Hausweiler  | Borussia M'gladbach II |          |
| C        | Davor Krznaric     | Borussia M'gladbach II |          |
| A        | Mac Younga-Mouhani | Fortuna Düsseldorf     |          |

### Sessione invernale
| Acquisti | Acquisti | Acquisti | Acquisti |
| R.       | Nome     | da       | Modalità |
| -------- | -------- | -------- | -------- |

| Cessioni | Cessioni     | Cessioni   | Cessioni |
| R.       | Nome         | a          | Modalità |
| -------- | ------------ | ---------- | -------- |
| A        | Max Huiberts | AZ Alkmaar |          |

## Risultati

### Bundesliga

#### Girone di andata
| Mönchengladbach 16 agosto 1996, ore 20:00 CEST 1ª giornata | Borussia M'gladbach | 0 – 0 referto | Arminia Bielefeld | Bökelbergstadion (35 500 spett.)\| Arbitro: \| Malbranc \| |
| Arbitro:                                                   | Malbranc            |               |                   |                                                            |

| Gelsenkirchen 20 agosto 1996, ore 20:00 CEST 2ª giornata | Schalke 04 | 0 – 0 referto | Borussia M'gladbach | Parkstadion (38 800 spett.)\| Arbitro: \| Wagner \| |
| Arbitro:                                                 | Wagner     |               |                     |                                                     |

| Arbitro: | Koop |

|               |           |                                  |
| Andersson 22’ | Marcatori | 33’ Häßler 45’ Dundee 90’ Keller |

| Arbitro: | Fröhlich |

|            |           |  |
| Schulz 31’ | Marcatori |  |

| Arbitro: | Best |

|                                          |           |  |
| Villa 19’ Fischer 24’ (aut.) Nielsen 34’ | Marcatori |  |

| Arbitro: | Krug |

|                                                 |           |  |
| Oliseh 30’ Munteanu 43’ Vlădoiu 61’ Polster 87’ | Marcatori |  |

| Arbitro: | Steinborn |

|                                                                         |           |          |
| Neun 14’ Heinrich 22’ (aut.) Pettersson 32’ Effenberg 49’ Juskowiak 63’ | Marcatori | 41’ Zorc |

| Arbitro: | Merk |

|                   |           |  |
| Werner 16’ (rig.) | Marcatori |  |

| Arbitro: | Kemmling |

|           |           |  |
| Villa 83’ | Marcatori |  |

| Arbitro: | Buchhart |

|              |           |  |
| Spanring 65’ | Marcatori |  |

| Arbitro: | Wack |

|                           |           |  |
| Kastenmaier 57’ Villa 70’ | Marcatori |  |

| Arbitro: | Malbranc |

|                                                 |           |  |
| Bobic 3’, 77’, 85’ Élber 55’ Balăkov 68’ (rig.) | Marcatori |  |

| Arbitro: | Best |

|                                   |           |  |
| Kovač 56’ Lehnhoff 72’ Sérgio 77’ | Marcatori |  |

| Mönchengladbach 15 novembre 1996, ore 20:00 CET 14ª giornata | Borussia M'gladbach | 0 – 0 referto | St. Pauli | Bökelbergstadion (26 383 spett.)\| Arbitro: \| Zerr \| |
| Arbitro:                                                     | Zerr                |               |           |                                                        |

| Arbitro: | Dardenne |

|                      |           |  |
| Donkov 16’ Közle 55’ | Marcatori |  |

| Arbitro: | Albrecht |

|  |           |           |
|  | Marcatori | 84’ Marin |

| Arbitro: | Aust |

|               |           |  |
| Klinsmann 51’ | Marcatori |  |

#### Girone di ritorno
| Arbitro: | Strampe |

|  |           |                    |
|  | Marcatori | 39’, 90’ Juskowiak |

| Mönchengladbach 22 febbraio 1997, ore 15:30 CET 19ª giornata | Borussia M'gladbach | 0 – 0 referto | Schalke 04 | Bökelbergstadion (34 500 spett.)\| Arbitro: \| Fandel \| |
| Arbitro:                                                     | Fandel              |               |            |                                                          |

| Arbitro: | Heynemann |

|            |           |               |
| Häßler 80’ | Marcatori | 62’ Juskowiak |

| Arbitro: | Wack |

|                                              |           |              |
| Dahlin 29’ Juskowiak 53’, 55’ Pettersson 90’ | Marcatori | 75’ Labbadia |

| Arbitro: | Krug |

|                       |           |                    |
| Salihamidžić 56’, 74’ | Marcatori | 89’ (rig.) Lupescu |

| Arbitro: | Fleske |

|                                |           |                    |
| Lupescu 68’ (rig.) Wynhoff 76’ | Marcatori | 51’ (rig.) Polster |

| Arbitro: | Kemmling |

|              |           |                                        |
| Heinrich 82’ | Marcatori | 1’ Dahlin 72’ Juskowiak 90’ Pettersson |

| Arbitro: | Dardenne |

|                                   |           |  |
| Lupescu 43’ (rig.) Pettersson 87’ | Marcatori |  |

| Arbitro: | Zerr |

|                                               |           |  |
| Effenberg 53’ (aut.) Borimirov 54’ Bender 59’ | Marcatori |  |

| Arbitro: | Albrecht |

|                                         |           |                                          |
| Dahlin 3’, 23’ Lupescu 50’ Pflipsen 57’ | Marcatori | 22’ (aut.) Hoersen 31’ Spies 88’ Wassmer |

| Arbitro: | Buchhart |

|               |           |  |
| Akpoborie 42’ | Marcatori |  |

| Arbitro: | Fröhlich |

|  |           |            |
|  | Marcatori | 90’ Ristić |

| Arbitro: | Koop |

|                           |           |                      |
| Pettersson 65’ Dahlin 90’ | Marcatori | 1’ Kovač 42’ Kirsten |

| Arbitro: | Merk |

|              |           |                                |
| Fröhling 53’ | Marcatori | 11’ Pettersson 78’, 90’ Dahlin |

| Arbitro: | Steinborn |

|                                                                         |           |                        |
| Schneider 60’ Neun 68’ Dahlin 70’, 89’ Lupescu 73’ (rig.) Juskowiak 75’ | Marcatori | 36’ Wosz 83’ Hutwelker |

| Arbitro: | Gettke |

|                                                |           |                          |
| Hirsch 35’ Emmerling 39’ Wolters 62’ Zeyer 68’ | Marcatori | 5’ Pettersson 84’ Dahlin |

| Arbitro: | Berg |

|                          |           |                             |
| Paßlack 45’ Pflipsen 47’ | Marcatori | 42’ Klinsmann 87’ Nerlinger |

### Coppa di Germania
| Arbitro: | Hufgard |

|  |           |                     |
|  | Marcatori | 30’, 89’ Pettersson |

| Arbitro: | Strampe |

|         |           |                        |
| Neun 9’ | Marcatori | 28’ Strunz 85’ Zickler |

### Coppa UEFA
| Arbitro: | Meier |

|                       |           |                                         |
| Merson 54’ Wright 90’ | Marcatori | 37’ Juskowiak 47’ Effenberg 81’ Paßlack |

| Arbitro: | Nieto |

|                                  |           |                       |
| Juskowiak 23’, 89’ Effenberg 75’ | Marcatori | 43’ Wright 51’ Merson |

| Arbitro: | Reed |

|                               |           |                                       |
| Hochstätter 57’ Andersson 72’ | Marcatori | 12’ Collins 58’, 89’ Ikpeba 77’ Henry |

| Arbitro: | Temmink |

|  |           |              |
|  | Marcatori | 73’ Klinkert |

## Statistiche

### Statistiche di squadra
| Competizione      | Punti | In casa | In casa | In casa | In casa | In casa | In casa | In trasferta | In trasferta | In trasferta | In trasferta | In trasferta | In trasferta | Totale | Totale | Totale | Totale | Totale | Totale | DR |
| Competizione      | Punti | G       | V       | N       | P       | Gf      | Gs      | G            | V            | N            | P            | Gf           | Gs           | G      | V      | N      | P      | Gf     | Gs     | DR |
| ----------------- | ----- | ------- | ------- | ------- | ------- | ------- | ------- | ------------ | ------------ | ------------ | ------------ | ------------ | ------------ | ------ | ------ | ------ | ------ | ------ | ------ | -- |
| Bundesliga        | 43    | 17      | 9       | 5       | 3       | 34      | 17      | 17           | 3            | 2            | 12           | 12           | 31           | 34     | 12     | 7      | 15     | 46     | 48     | -2 |
| Coppa di Germania | -     | 1       | 0       | 0       | 1       | 1       | 2       | 1            | 1            | 0            | 0            | 2            | 0            | 2      | 1      | 0      | 1      | 3      | 2      | +1 |
| Coppa UEFA        | -     | 2       | 1       | 0       | 1       | 5       | 6       | 2            | 2            | 0            | 0            | 4            | 2            | 4      | 3      | 0      | 1      | 9      | 8      | +1 |
| Totale            | 43    | 20      | 10      | 5       | 5       | 40      | 25      | 20           | 6            | 2            | 12           | 18           | 33           | 40     | 16     | 7      | 17     | 58     | 58     | 0  |

### Andamento in campionato
| Giornata  | 1  | 2  | 3  | 4  | 5  | 6  | 7  | 8  | 9  | 10 | 11 | 12 | 13 | 14 | 15 | 16 | 17 | 18 | 19 | 20 | 21 | 22 | 23 | 24 | 25 | 26 | 27 | 28 | 29 | 30 | 31 | 32 | 33 | 34 |
| --------- | -- | -- | -- | -- | -- | -- | -- | -- | -- | -- | -- | -- | -- | -- | -- | -- | -- | -- | -- | -- | -- | -- | -- | -- | -- | -- | -- | -- | -- | -- | -- | -- | -- | -- |
| Luogo     | C  | T  | C  | T  | C  | T  | C  | T  | C  | T  | C  | T  | T  | C  | T  | C  | T  | T  | C  | T  | C  | T  | C  | T  | C  | T  | C  | T  | C  | C  | T  | C  | T  | C  |
| Risultato | N  | N  | P  | P  | V  | P  | V  | P  | V  | P  | V  | P  | P  | N  | P  | P  | P  | V  | N  | N  | V  | P  | V  | V  | V  | P  | V  | P  | P  | N  | V  | V  | P  | N  |
| Posizione | 10 | 12 | 15 | 17 | 13 | 14 | 13 | 13 | 10 | 11 | 10 | 12 | 12 | 12 | 15 | 17 | 17 | 15 | 16 | 16 | 14 | 15 | 13 | 13 | 10 | 11 | 10 | 11 | 12 | 13 | 11 | 8  | 10 | 11 |

Legenda:

Luogo: C = Casa; T = Trasferta. Risultato: V = Vittoria; N = Pareggio; P = Sconfitta.

### Statistiche dei giocatori
| Giocatore       | Bundesliga | Bundesliga | Bundesliga  | Bundesliga | Coppa di Germania | Coppa di Germania | Coppa di Germania | Coppa di Germania | Coppa UEFA | Coppa UEFA | Coppa UEFA  | Coppa UEFA | Totale   | Totale | Totale      | Totale     |
| Giocatore       | Presenze   | Reti       | Ammonizioni | Espulsioni | Presenze          | Reti              | Ammonizioni       | Espulsioni        | Presenze   | Reti       | Ammonizioni | Espulsioni | Presenze | Reti   | Ammonizioni | Espulsioni |
| --------------- | ---------- | ---------- | ----------- | ---------- | ----------------- | ----------------- | ----------------- | ----------------- | ---------- | ---------- | ----------- | ---------- | -------- | ------ | ----------- | ---------- |
| P. Andersson    | 32         | 1          | 5           | 1          | 2                 | 0                 | 0                 | 0                 | 4          | 1          | 0           | 0          | 38       | 2      | 5           | 1          |
| M. Dahlin       | 19         | 10         | 1           | 0          | 0                 | 0                 | 0                 | 0                 | 0          | 0          | 0           | 0          | 19       | 10     | 1           | 0          |
| S. Effenberg    | 29         | 1          | 7           | 0          | 2                 | 0                 | 0                 | 0                 | 3          | 2          | 0           | 0          | 34       | 3      | 7           | 0          |
| R. Enke         | 0          | 0          | 0           | 0          | 0                 | 0                 | 0                 | 0                 | 0          | 0          | 0           | 0          | 0        | 0      | 0           | 0          |
| H. Fournier     | 27         | 0          | 0           | 1          | 1                 | 0                 | 0                 | 1                 | 4          | 0          | 0           | 0          | 32       | 0      | 0           | 2          |
| C. Hochstätter  | 20         | 0          | 7           | 0          | 1                 | 0                 | 0                 | 0                 | 4          | 1          | 1           | 0          | 25       | 1      | 8           | 0          |
| T. Hoersen      | 6          | 0          | 0           | 0          | 0                 | 0                 | 0                 | 0                 | 0          | 0          | 0           | 0          | 6        | 0      | 0           | 0          |
| M. Huiberts     | 8          | 0          | 0           | 0          | 0                 | 0                 | 0                 | 0                 | 0          | 0          | 0           | 0          | 8        | 0      | 0           | 0          |
| A. Juskowiak    | 28         | 8          | 2           | 0          | 2                 | 0                 | 0                 | 0                 | 4          | 3          | 0           | 0          | 34       | 11     | 2           | 0          |
| U. Kamps        | 34         | 0          | 0           | 0          | 2                 | 0                 | 0                 | 0                 | 4          | 0          | 0           | 0          | 40       | 0      | 0           | 0          |
| T. Kastenmaier  | 12         | 1          | 2           | 1          | 2                 | 0                 | 1                 | 0                 | 2          | 0          | 0           | 0          | 16       | 1      | 3           | 1          |
| M. Ketelaer     | 2          | 0          | 0           | 0          | 0                 | 0                 | 0                 | 0                 | 0          | 0          | 0           | 0          | 2        | 0      | 0           | 0          |
| M. Klinkert     | 12         | 0          | 2           | 0          | 0                 | 0                 | 0                 | 0                 | 1          | 1          | 0           | 0          | 13       | 1      | 2           | 0          |
| D. Krznaric     | 0          | 0          | 0           | 0          | 0                 | 0                 | 0                 | 0                 | 0          | 0          | 0           | 0          | 0        | 0      | 0           | 0          |
| J. Kässmann     | 0          | 0          | 0           | 0          | 0                 | 0                 | 0                 | 0                 | 0          | 0          | 0           | 0          | 0        | 0      | 0           | 0          |
| I. Lupescu      | 23         | 5          | 6           | 0          | 1                 | 0                 | 0                 | 0                 | 2          | 0          | 0           | 0          | 26       | 5      | 6           | 0          |
| D. Mori         | 6          | 0          | 0           | 0          | 0                 | 0                 | 0                 | 0                 | 0          | 0          | 0           | 0          | 6        | 0      | 0           | 0          |
| J. Neun         | 27         | 2          | 6           | 0          | 2                 | 1                 | 0                 | 0                 | 4          | 0          | 2           | 0          | 33       | 3      | 8           | 0          |
| P. Nielsen      | 24         | 1          | 3           | 0          | 1                 | 0                 | 0                 | 0                 | 4          | 0          | 1           | 0          | 29       | 1      | 4           | 0          |
| S. Paßlack      | 26         | 1          | 6           | 1          | 2                 | 0                 | 0                 | 0                 | 4          | 1          | 0           | 0          | 32       | 2      | 6           | 1          |
| J. Pettersson   | 32         | 7          | 3           | 0          | 2                 | 2                 | 0                 | 0                 | 3          | 0          | 0           | 0          | 37       | 9      | 3           | 0          |
| K. Pflipsen     | 14         | 2          | 2           | 0          | 0                 | 0                 | 0                 | 0                 | 0          | 0          | 0           | 0          | 14       | 2      | 2           | 0          |
| M. Schneider    | 29         | 1          | 2           | 0          | 2                 | 0                 | 1                 | 0                 | 4          | 0          | 0           | 0          | 35       | 1      | 3           | 0          |
| S. Schulz-Winge | 2          | 0          | 0           | 0          | 0                 | 0                 | 0                 | 0                 | 0          | 0          | 0           | 0          | 2        | 0      | 0           | 0          |
| J. Stadler      | 4          | 0          | 0           | 0          | 0                 | 0                 | 0                 | 0                 | 1          | 0          | 0           | 0          | 5        | 0      | 0           | 0          |
| M. Sternkopf    | 2          | 0          | 1           | 0          | 1                 | 0                 | 0                 | 0                 | 1          | 0          | 0           | 0          | 4        | 0      | 1           | 0          |
| M. Villa        | 11         | 3          | 0           | 0          | 1                 | 0                 | 0                 | 0                 | 2          | 0          | 0           | 0          | 14       | 3      | 0           | 0          |
| D. Wolf         | 0          | 0          | 0           | 0          | 0                 | 0                 | 0                 | 0                 | 0          | 0          | 0           | 0          | 0        | 0      | 0           | 0          |
| P. Wynhoff      | 30         | 1          | 0           | 0          | 2                 | 0                 | 0                 | 0                 | 4          | 0          | 0           | 0          | 36       | 1      | 0           | 0          |